# ريكي نيلسون
ريكي نيلسون (بالإنجليزية: Ricky Nelson)‏ هو لاعب كرة قاعدة أمريكي، ولد في 8 مايو 1959 في إلوي في الولايات المتحدة.

## وصلات خارجية
- ريكي نيلسون على موقعبيزبول رفرنس.كوم (الدوري الرئيسي) (الإنجليزية)
- ريكي نيلسون على موقعبيزبول رفرنس.كوم (الدوري الثانوي) (الإنجليزية)